# Moskorzyn (województwo dolnośląskie)
Moskorzyn – wieś w Polsce położona w województwie dolnośląskim, w powiecie polkowickim, w gminie Polkowice.

## Zabudowa
Jednorodzinna zabudowa wsi łączy się z Kaźmierzowem wzdłuż potoku Moskorzynka. W centrum wsi stoi niewielki kościół z parkingiem. W 1992 zbudowano we wsi wodociąg, a w 2000 na wschodzie miejscowości zrealizowano oczyszczalnię ścieków.

## Podział administracyjny
W latach 1975–1998 miejscowość administracyjnie należała do województwa legnickiego.